# Roue phonique (organologie)
Pour les articles homonymes, voir roue phonique.

Schéma simplifié du fonctionnement d'une roue phonique.

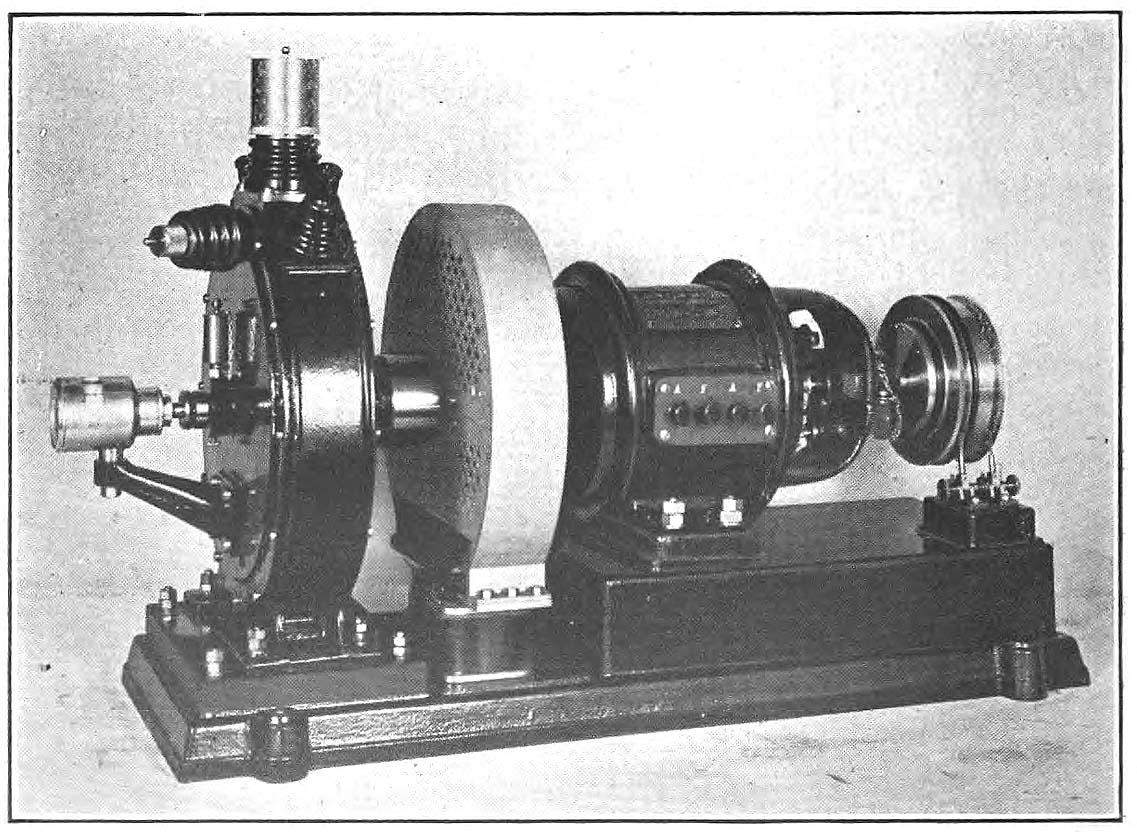
Roue phonique de Goldschmidt (1910), utilisée comme premier oscillateur de battement.

Une roue phonique est un dispositif électromécanique simple utilisé pour générer des notes de musique dans des orgues électromécaniques tels que l'orgue Hammond et dans la téléphonie pour générer des signaux audibles tels que la tonalité de retour d'appel. Il a été développé par Thaddeus Cahill pour le telharmonium vers 1896 et breveté en 1897. Il a été réinventé vers 1910 par Rudolf Goldschmidt pour être utilisé dans les récepteurs radio antérieurs au tube à vide, en tant qu'oscillateur de battement (BFO) pour rendre audibles les signaux de radiotélégraphie à ondes continues (code Morse).

## Description
Un générateur à roues phoniques d'un orgue Hammond se compose d'un moteur à courant alternatif synchrone et d'une boîte de vitesses associée qui entraîne une série de disques (ou roues) dentés rotatifs en acier. Chaque roue phonique possède un nombre donné de crans lisses sur le bord ; celles-ci génèrent un signal sinusoïdal de fréquence spécifique lorsque le disque tourne à proximité d'un transducteur de type pickup composé d'un aimant permanent et d'une bobine électromagnétique. 
Lorsque chaque cran de la roue s'approche du capteur, elle concentre temporairement le champ magnétique près d'elle et renforce ainsi le champ magnétique qui traverse la bobine, induisant un courant dans la bobine par le processus d'induction électromagnétique. Lorsque le cran passe, l'effet de concentration diminue à nouveau, le champ magnétique s'affaiblit légèrement et un courant opposé est induit dans la bobine. La fréquence du courant dans la bobine dépend donc de la vitesse de rotation du disque et du nombre de crans.

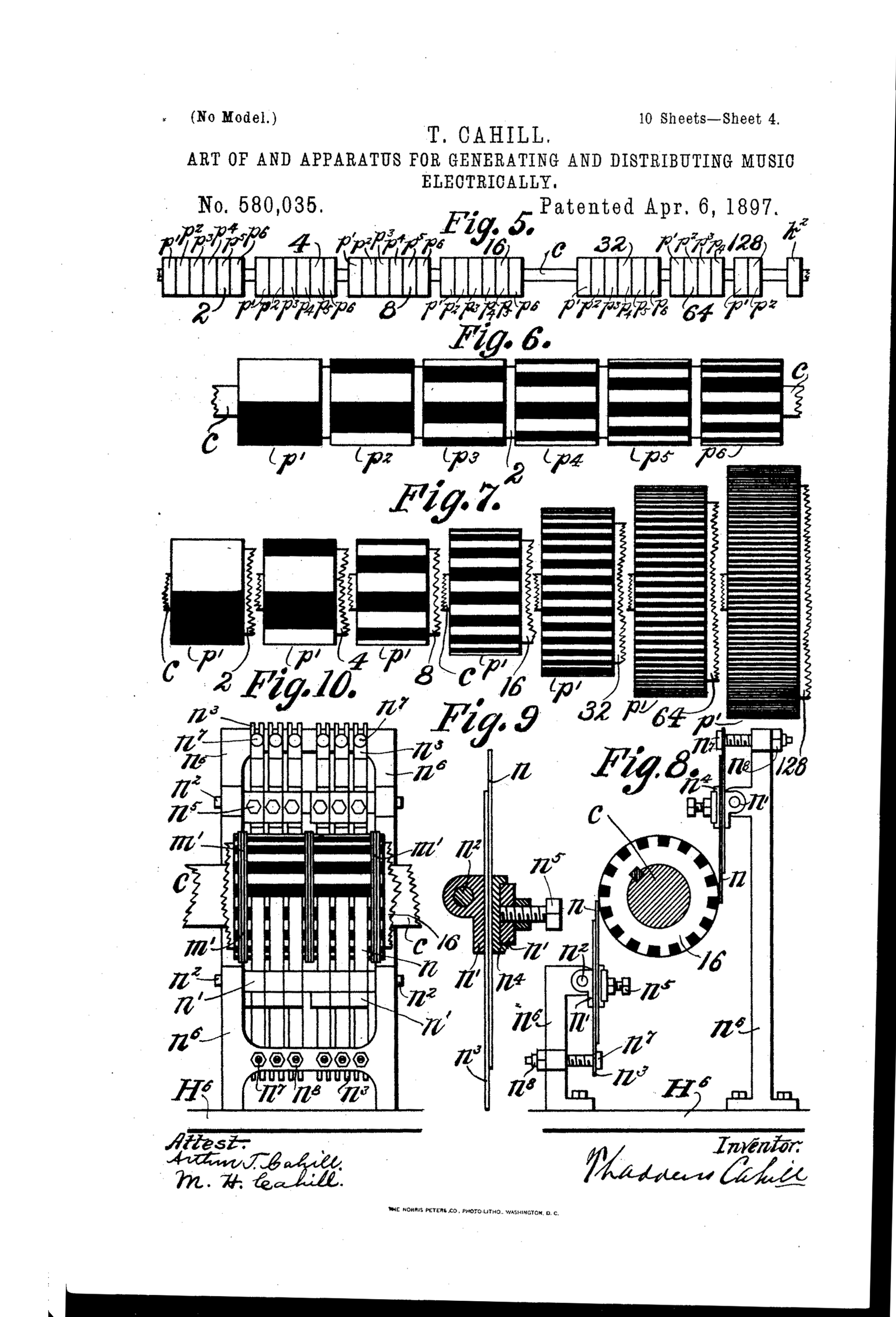
Cylindres de rhéotome et brosses électriques utilisés sur le Telharmonium (1896).

Généralement, la bobine est connectée à un amplificateur par le biais d'un réseau d'interrupteurs, de contacts, de résistances et de transformateurs qui peuvent être utilisés pour mélanger le courant fluctuant représentant la note d'une bobine avec des courants similaires provenant d'autres bobines représentant d'autres notes. Une seule fréquence fondamentale peut ainsi être combinée avec un ou plusieurs harmoniques pour produire des sons complexes. Les roues phoniques ont d'abord été développées et utilisées dans le Telharmonium, un instrument volumineux et peu pratique vers 1896 et plus tard dans les orgues Hammond originaux.
En général, il y a plusieurs roues phoniques sur un arbre tournant à une vitesse fixe, chacune avec un nombre différent de dents. Il s'agit en fait de tous les sons fondamentaux qu'un instrument peut produire (comparez avec les cordes d'un piano). En mélangeant les signaux, ils sont également utilisés comme harmoniques, ce qui permet de varier le timbre de chaque touche. En fait, ce mélange est une forme de synthèse additive.
Une fuite phonique se produit dans l'orgue Hammond et dans des situations similaires, où le grand nombre de sons fait que les micros captent d'autres sons que les leurs (par effet de couplage parasite et diaphonie). L'orgue ajoute alors des sons chromatiques aux notes jouées. Dans certains types de musique, cela n'est pas souhaitable, mais dans d'autres, c'est devenu une partie importante du son Hammond. Sur certaines simulations numériques d'orgue Hammond, la fuite de la roue phonique est un paramètre défini par l'utilisateur.
À l'usage, le palier d'une "roue phonique" nécessite un certain entretien (comme la lubrification), ce qui explique qu'elle ne soit plus guère produite aujourd'hui. Avec les techniques modernes numériques, il est possible de réaliser presque la même chose.

## Premières utilisations
La roue phonique a été inventée indépendamment en 1910 par Rudolf Goldschmidt comme oscillateur de fréquence de battement dans les premiers récepteurs radio pour rendre audibles les signaux de radiotélégraphie à ondes continues (code Morse), avant l'invention du tube à vide.